# Diana Spencer
Diana Spencer, valižanska princesa, znana tudi kot Diana Frances Spencer, princesa Diana, Lady Diana oziroma okrajšano Lady Di, valižanska princesa, * 1. julij 1961, Sandringham, Norfolk, Anglija, † 31. avgust 1997, Pariz, Francija.
Diana Spencer je bila prva žena takratnega valižanskega princa in prestolonaslednika Karla, danes kralja Karla III., najstarejšega otroka britanske kraljice Elizabete II.
Rodila se je v britanski plemiški družini kot četrti otrok in tretja hči Johna Spencerja, vikonta Althorpa, in Frances Roche. Odraščala je v Park Housu, ki se nahaja na posestvu Sandringham, in se izobraževala v Angliji ter Švici. Leta 1975, ko je njen oče podedoval naslov grofa Spencerja, je postala Lady Diana Spencer. V javnosti je postala znana februarja 1981, ko je bila objavljena njena zaroka s princem Karlom.
Njeno poroko s princem 29. julija 1981, ki je potekala v stolnici sv. Pavla, je preko televizije spremljalo več kot 750 milijonov ljudi. S poroko je postala valižanska princesa, vojvodinja Cornwalla, vojvodinja Rothesaya in grofica Chesterja. V zakonu je rodila dva sinova, princa Williama in Harryja, ki sta prišla na drugo in tretje mesto v liniji nasledstva britanskega prestola. Kot žena prestolonaslednika je Diana prevzela nekatere dolžnosti in zastopala kraljico v tujini. Dejavna je bila tudi na dobrodelnem področju in je med drugim podpirala Mednarodno kampanjo za prepoved protipehotnih min.
Diana je ostala pod drobnogledom medijev tudi po ločitvi od princa 28. avgusta 1996, ki je sledila izvenzakonskim aferam obeh partnerjev. Zanimanje za njeno življenje ni ugasnilo niti po njeni smrti v prometni nesreči v Parizu 31. avgusta 1997. Njen pogreb je bil eden najvidnejših dogodkov v zgodovini televizije.

## Zgodnje življenje
Diana Spencer se je rodila 1. julija 1961 v dvorcu Park House v Sandringhamu, Norfolk. Bila je četrta od petih otrok Johna Spencerja, vikonta Althorpa (1924–1992) in njegove prve žene Frances, rojene Roche (1936–2004). Družina Spencer je bila že več generacij tesno povezana z britansko kraljevo družino. Obe Dianini babici sta kot dvorni dami služili kraljici Elizabeti, materi kraljice Elizabete II. Spencerjevi so čakali fanta, ki bi nadaljeval družinsko linijo, zato niso imeli pripravljenega imena. Hči je tako dobila ime teden dni po rojstvu, in sicer Frances po materi in Diana po daljni sorodnici Diani Russell, vojvodinji Bedfordski, ki je bila pred poroko prav tako imenovana Lady Diana Spencer.
Krščena je bila 30. avgusta 1961 v cerkvi sv. Marije Magdalene v Sandringhamu ob navzočnosti bogatih botrov. Imela je dve sestri, Sarah in Jane, in brata Charlesa. En brat John je umrl kmalu po rojstvu, eno leto pred Dianinim. Želja po moškem potomcu je slabo vplivala na zakon Spencerjevih. Frances je bila domnevno poslana na eno od klinik v London za določitev vzroka »problema«. Dianin mlajši brat Charles je ta dogodek pozneje opisal kot ponižujočega in najverjetnejši vzrok za poznejšo ločitev. Diana je odraščala v rojstnem kraju na kraljevskem posestvu Sandringham v hiši Park House, ki jo je družina Spencer imela najeto od kraljice Elizabete II. Kraljeva družina je vsako leto nekaj časa prebila v sandringhamskem dvorcu v bližini, zato se je Diana kot otrok lahko igrala s princema Andrewom in Edwardom.
Diana je bila stara sedem let, ko sta se njena starša ločila. Njena mati se je leta 1969 poročila s Petrom Shand Kyddom. V času ločitve je Diana živela z materjo. Božične praznike leta 1967 je preživela pri očetu, ki je nato zavrnil njeno vrnitev k materi. Kmalu zatem je dobil skrbništvo nad Diano tudi s podporo svoje nekdanje tašče in Dianine babice Ruth, baronice Fermoy. Leta 1976 se je oče poročil z Raine, grofico Dartmouthsko, edino hčerko Alexandra McCorquodalea in pisateljice Barbare Cartland. Poročila sta se v Caxton Hallu v Londonu. Dianin odnos z mačeho je bil zelo slab. Z Raine sta se pogosto skregali in ob eni izmed priložnosti jo je Diana potisnila po stopnicah navzdol. Diana je pozneje svoje otroštvo opisala kot zelo nesrečno in nestabilno. Leta 1975 je oče po smrti svojega očeta postal osmi grof Spencer, Diana pa Lady. Družina se je preselila v družinski dvorec Althorp v Northamptonshiru.

## Izobrazba in kariera
Kot otroka višjega sloja je Diano najprej izobraževala njena guvernanta Gertrude Allen. Nato je bila vpisana na zasebno šolo v Gaytonu v Norfolku. Ko je bila stara 9 let, so jo prepisali na dekliško šolo Riddlesworth Hall School, leta 1973 pa na dekliško šolo v Sevenoaksu v Kentu, kjer se je pridružila svojim sestram. Kot učenka ni blestela, je pa bila nagrajena zaradi izjemnega povezovalnega duha. To šolo je zapustila, ko je bila stara 16 let. Njen brat Charles se je pozneje spominjal, da je bila v tem času zelo sramežljiva. Pokazala je talent za glasbo kot zelo dobra pianistka, za plavanje, potapljanje in balet.
Po obiskovanju Institut Alpin Videmanettea, zaključne šole v Rougemontu v Švici, se je leta 1978 za nekaj časa vrnila v London. Tam si je delila materino stanovanje z dvema šolskima prijateljicama. Obiskovala je tečaj kuhanja, vendar je redko kuhala zase in za svoji sostanovalki. V tem času je opravljala različna malo plačana dela, med drugim tudi kot plesna inštruktorica za mlade, dokler se ni poškodovala na smučanju, zaradi česar je morala počivati tri mesece. Pozneje je občasno čistila za sestro Sarah in njene prijateljice ter opravljala delo hostese na zabavah. Nekaj časa je bila tudi varuška pri Robertsonovih, ameriški družini, ki je živela v Londonu. Poleg tega je delala kot pomočnica v vrtcu Young England v Londonu. Julija 1979 ji je mama kot darilo za 18. rojstni dan kupila stanovanje v Coleherne Courtu. Tam je živela s tremi sostanovalkami do 25. februarja 1981.

## Zakon s princem Karlom
Diana je prvič srečala Karla, valižanskega princa, novembra 1977, ko se je ta dobival z njeno sestro Sarah. Zanjo se je začel resno zanimati kot za potencialno nevesto poleti 1980, ko ga je na neki prireditvi gledala pri igranju pola. Sledilo je povabilo na skupno jadranje na krovu kraljeve jahte Britannia. Kmalu zatem so jo predstavili kraljevi družini v kraljičinem škotskem dvorcu Balmoral novembra 1980. Kraljica Elizabeta II., njen mož Filip in kraljica mati Elizabeta so jo lepo sprejeli. Par se je zatem dobival v Londonu. 6. februarja 1981 jo je princ zaprosil za roko. Diana je njegovo snubitev sprejela, vendar je to še nekaj tednov ostalo skrivnost.

### Zaroka in poroka
Zaroka je postala uradna 24. februarja 1981. Dianin zaročni prstan je bil sestavljen iz 14 diamantov in obkrožen z 12-karatnim ovalnim modrim safirjem iz 18-karatnega belega zlata, tako da je bil podoben tistemu, ki ga je nosila njena mama. Posebnost prstana je bila ta, da ni bil edinstven, kot je do tedaj veljalo pravilo za zaročne prstane kraljeve družine, ampak je bil del redne ponudbe nakita izdelovalca Garrarda. Leta 2010 je ta prstan dobila zaročenka Dianinega sina Williama Catherine Middleton. Kraljica mati je Diani kot zaročno darilo dala safirno in diamantno broško.
Po zaroki je Diana pustila svojo službo v vrtcu in odtlej živela v londonski kraljevi rezidenci Clarence House, ki je bila dom kraljice matere. Zatem je do poroke živela v Buckinghamski palači. Postala je prva kraljevska nevesta s plačano službo pred zaroko. Njen prvi javni nastop s princem Karlom je bil na dobrodelnem dogodku marca 1981, ko se je srečala z monaško kneginjo Grace.
Dvajsetletna Diana je postala valižanska princesa 29. julija 1981, ko se je s Karlom poročila v stolnici sv. Pavla, ki ima več sedežev kot Westminstrska opatija, ki je običajno bila prizorišče kraljevih porok. Njuna poroka je še danes pogosto opisana kot »pravljična« in »poroka stoletja«, saj jo je preko televizije spremljalo 750 milijonov ljudi, v živo na ulicah pa še 600.000. Na oltarju pri obredu je Diana ponesreči obrnila vrstni red Karlovih prvih dveh imen in rekla »Philip Charles Arthur George«. Prav tako so na zahtevo para v njeni tradicionalni zaobljubi izpustili, da bo ubogala moža, kar je bilo deležno številnih pripomb. Diana je nosila obleko v vrednosti 9.000 funtov s 7,62 metra dolgo vlečko. Skladbe, izvajane na poroki, so bile med drugim Prince of Denmark's March, I Vow to Thee, My Country, Pomp and Circumstance No.4 in God Save the Queen.
S poroko je Diana dobila status tretje najpomembnejše ženske v Združenem kraljestvu, in sicer za kraljico in kraljico materjo in peta osebnost kraljestva, in sicer za kraljico, vojvodo Edinburškim, kraljico materjo in Karlom. V letih po poroki je kraljica Elizabeta II. Diani podelila nekaj vidnih znakov pripadnosti kraljevi družini. Ena izmed njih je bila diamantna tiara z biseri, imenovana Cambridge Lover's Knot tiara, prejela pa je tudi insignijo Reda kraljeve družine kraljice Elizabete II - kraljičin miniaturni portret, obdan z diamanti.

### Otroka
Par si je svoja domova ustvaril v Kensingtonski palači in v Highgrove Housu blizu Tetburyja. 5. novembra 1981 so uradno potrdili Dianino prvo nosečnost. Po Dianinem padcu po stopnicah v Sandringhamu januarja 1982 v 12. tednu nosečnosti so iz Londona poklicali kraljevega ginekologa Georga Pinkerja. Ugotovil je, da je plod nepoškodovan, čeprav je Diana utrpela nekaj modric. Diana je pozneje priznala, da se je namerno vrgla po stopnicah, ker se je počutila »nezadostno«. Februarja 1982 so tabloidi objavili fotografije noseče Diane v bikiniju med dopustovanjem. Kraljica je pozneje podala izjavo o objavi in dejala, da je šlo za »najbolj črn dan v zgodovini britanskega novinarstva«. 21. junija 1982 je rodila prvega sina in drugega v vrsti za prestol, Williama Arthurja Philipa Louisa. Rodila je pod Pinkerjevim nadzorom v zasebnem delu Lindo Wing bolnišnice St Mary's Hospital v Paddingtonu v Londonu. Kmalu po njegovem rojstvu je kljub kritikam nekaterih medijev vzela sina s seboj na svoji prvi večji turneji po Avstraliji in Novi Zelandiji. Večina ljudi je njeno dejanje odobravala. Pozneje je prišlo v javnost, da Diana tega ni nameravala storiti, dokler ji ni tega predlagal avstralski premier Malcolm Fraser.
Drugi sin, Henry Charles Albert David, imenovan Harry, se je rodil 15. septembra 1984. Že v času nosečnosti je vedela, da bo tudi drugi otrok fant, vendar ni tega povedala nikomur, niti princu Karlu. Pojavljala so se namigovanja, da Harryjev oče ni Karel, ampak vojak James Hewitt, s katerim je bila Diana v razmerju. Govorice so temeljile na domnevni fizični podobnosti med Harryjem in Hewittom. Vendar pa sta se Diana in Hewitt spoznala šele jeseni 1986, dve leti po Harryjevem rojstvu.
Diana je poskrbela, da sta bila njena sinova deležna več prostosti kot običajni kraljevi otroci. Redko ju je prepustila drugim članom kraljeve družine, sama je izbrala njuni prvi imeni, zavrnila je kraljevo varuško in raje zaposlila eno po svoji izbiri. Sama je izbrala šolo in obleke za sinova, načrtovala skupen urnik in ju vozila v šolo, kolikor ji je urnik dopuščal.

### Problemi in razhod
Po petih letih zakona so se začele kazati razlike med zakoncema, tako osebnostne kot tudi skoraj 13-letna starostna razlika. Po nekaterih poročilih naj bi se težave pojavljale že pred letom 1985. Stanje je dodatno poslabšal Karlov vedno tesnejši odnos z nekdanjim dekletom Camillo Parker Bowles, kar je kmalu postalo očitno tudi v javnosti, Diana pa je začela razmerje z vojakom in inštruktorjem jahanja Jamesom Hewittom. Leta 1989 je Diana soočila Camillo z afero na rojstnodnevni zabavi Camilline sestre. Te afere so prišle uradno v javnost maja 1992, ko je Andrew Morton najprej serijsko objavljal članke v The Sunday Timesu, vse skupaj pa je pozneje izdal kot knjigo z naslovom Diana: Her True Story. Knjiga je povzročila pravo medijsko vihro, saj je razkrila princesino nesrečo in domnevne samomorilne vzgibe. Morton je pozneje razkril, da je že leta 1991 izvedel tajni intervju z Diano, v katerem mu je razkrila zakonske težave. Kraljica in princ Filip sta gostila soočenje med sprtima zakoncema, vendar nista uspela doseči sprave. Filip je napisal Diani pismo, v katerem je izrazil razočaranje nad zunajzakonskimi aferami nje in Karla ter jo prosil, da mu predstavi svoje videnje. Edinburški vojvoda je bil direkten, Diana pa občutljiva. Pismo je sprejela s težavo, vendar ga je kljub temu cenila, saj je to storil z dobrim namenom.
V letih 1992 in 1993 so v javnost prišli posnetki telefonskih pogovorov med kraljevima zakoncema in njunima ljubimcema. Posnetki pogovora med Diano in njenim ljubimcem Jamesom Gilbeyjem so prišli v javnost avgusta 1992, tabloid The Sun pa je še isti mesec objavil prepise pogovora pod naslovom Squidgygate, po Gilbeyjevem vzdevku za Diano. Novembra istega leta so v tabloide prišla tudi dopisovanja med Karlom in Camillo, imenovana Camillagate. Mesec dni pozneje je premier John Major napovedal sporazumno ločitev zakoncev.
Med letoma 1992 in 1993 je Diana najela glasovnega trenerja Petra Settelena, da ji pomaga pri razvoju njenega javnega govora. V posnetku, ki ga je Settelen posnel leta 1992, je Diana priznala, da je bila med letoma 1984 in 1986 "globoko zaljubljena v nekoga, ki je delal v njenem okolju." Domneva se, da se to nanaša na Barryja Mannakeeja, ki je bil leta 1986 premeščen v diplomatsko enoto, potem ko so njegovi nadrejeni ugotovili, da je njegov odnos z Diano neprimeren. Diana je na posnetku dejala, da je bil Mannakee umaknjen iz vloge njenega telesnega stražarja zaradi suma, da sta imela afero. Penny Junor je v svoji knjigi iz leta 1998 zapisala, da je princesa res bila v romantičnem odnosu z Mannakeejem. Dianini prijatelji so to trditev označili za absurdno. Vendar je Diana v kasneje objavljenih posnetkih izjavila, da ima občutek za tega "nekoga", da je "bila zelo vesela, da je to čutila in da bi živela z njim." Opisala ga je kot "največjega prijatelja, ki ga je kdajkoli imela," obenem pa je zanikala spolne odnose z njim. Govorila je tudi o svojem možu, in sicer da "se je ob njem počutila neprijetno na vse možne načine ter da je imela občutek, da jo je vedno, ko je prišla do zraka, spet potisnil nazaj dol." Karlova teta, sestra kraljice Elizabete II., princesa Margaret, je zažgala pisma, ki jih je njeni materi, kraljici materi Elizabeti, pisala Diana leta 1993. Biograf William Shawcross je zapisal, da ni dvoma, da je hotela princesa s tem zaščititi svojo mater in druge člane družine, kar je razumljivo, hkrati pa z zgodovinskega vidika vredno obžalovanja.
Diana je krivdo za zakonske težave pripisala Camilli zaradi njenega predhodnega razmerja s Karlom. Pozneje je začela verjeti, da je imel še druge afere. Oktobra 1993 je tako v pismu prijatelju butlerju Paulu Burellu napisala, da verjame, da je njen mož v razmerju s svojo osebno asistentko (in nekdanjo varuško njunih sinov, ko sta bila pri očetu) Tiggy Legge-Bourke in da se želi poročiti z njo, zaradi česar jo želi ubiti, da bi imel prosto pot. Diani ni bil všeč odnos med Tiggy in njenima sinovoma. Princ Karel je iskal razumevanje javnosti preko televizijskega intervjuja z Jonathanom Dimblebyjem 29. junija 1994. V njem je priznal svojo afero s Camillo in povedal, da sta se ponovno zbližala leta 1986, ko je njegov zakon z Diano že razpadal.
Istega leta so v časniku News of the World objavili novico, da je Diana opravila preko 300 telefonskih klicev s poročenim prodajalcem umetnin Oliverjem Hoarjem. Te klice naj bi opravila iz svojega doma v kensingtonski palači in iz telefonske govorilnice pred njo. Glede na Hoarjev odziv je obstajal le manjši dvom ob obstoju razmerja med njima. Diana je razmerje zanikala in trdila, da gre le za prijatelja in da je bil on tisti, ki jo je klical v palačo. Prav tako so jo mediji povezovali z ragbistom Willom Carlingom in investitorjem Theodoreom J. Forstmannom, vendar te trditve niso bile nikoli potrjene ali dokazane.

### Ločitev
Novinar Martin Bashir je v intervjuju za BBC Panorama, ki je bil predvajan 20. novembra 1995, princeso povprašal tudi o njeni zvezi s Hewittom. Diana je dejala, da ga je oboževala in ljubila, vendar jo je zelo razočaral. O aferi svojega moža s Camillo je dejala, da so bile tri osebe v zakonu, ki je tako postal natrpan. Zase je dejala, da bi rada postala kraljica ljudskih src. Na vprašanje o Karlovi primernosti za prestol je dejala, da glede na njegovo osebnost ni prepričana, ali bi se zmogel prilagoditi na omejitve, ki jih prinaša takšen položaj. Večina pisateljev, vključno s Tino Brown, Sally Bedell Smith in Sarah Bradford, je podpirala Diano. Princesa je v intervjuju za BBC Panorama leta 1995 priznala, da je trpela zaradi depresije, bulimije in da se je večkrat samopoškodovala. Iz zapisa intervjuja, ki ga je vodil Martin Bashir, je razvidno, da je Diana priznala veliko problemov, med drugim je izjavila tudi, da si je poškodovala roke in noge. Nekateri življenjepisci so iz tega intervjuja sklepali, da je Diana imela mejno osebnostno motnjo.
20. decembra 1995 je Buckinghamska palača javno objavila kraljičino pismo Karlu in Diani, v katerem jima je svetovala ločitev. Kraljica je to pismo poslala po dveh tednih pogovorov s predsednikom vlade in raznimi svetovalci. Karel se je v pisni izjavi kmalu potem strinjal s tem. Februarja 1996 je Diana sporočila, da se strinja z ločitvijo, vendar se je s princem in kraljičinimi predstavniki razhajala glede pričakovanj o njeni vlogi v prihodnosti. Julija 1996 se je par sporazumel glede pogojev ločitve. Do tega je prišlo kmalu po Dianinih obtožbah, da je bila varuška njunih otrok Tiggy Legge-Bourke noseča s princem, vendar je splavila. Varuškin zastopnik Peter Carter-Ruck je zahteval opravičilo. Dianin tajnik Patrick Jephson je pozneje o zadevi dejal, da je princesa z obtožbami pretiravala.
Ločitev je stopila v veljavo 28. avgusta 1996. Diana je prejela poravnavo v višini 17 milijonov funtov oziroma 400.000 funtov na leto. Par je podpisal sporazum o zaupnosti, ki jima je prepovedal razpravljanje o podrobnostih ločitve ali zakonskega življenja. Nekaj dni preden je ločitev začela veljati, so izdali tudi listino s splošnimi pravili, ki so urejala kraljeve nazive v primeru ločitve. Diana je izgubila naslov Njena kraljeva visokost, saj ni bila več poročena z valižanskim princem. Namesto tega je bila odslej imenovana Diana, valižanska princesa. Buckinghamska palača je sporočila, da je valižanska princesa kot mati drugega in tretjega v vrsti za prestol še vedno članica kraljeve družine in bo obdržala nekatere ugodnosti kot mati princa Williama, ki bo nekoč zasedel prestol. Po nekaterih poročilih je kraljica želela, da Diana obdrži odvzeti naslov, vendar je temu nasprotoval Karel. Princ William naj bi po odvzemu kraljevskega naziva pomiril svojo mamo z besedami: »Ne skrbi, mama, nekoč, ko bom postal kralj, ti ga bom vrnil.« Glede na knjigo Tine Brown naj bi skoraj leto dni pred tem Filip, vojvoda Edinburški, opozoril Diano: »Če se ne boš znala obnašati, dekle, ti bomo odvzeli naslov.« Diana naj bi nato odgovorila: »Moj naslov je veliko starejši od tvojega, Filip.« Maja 1997 se je Diana sprla s svojo materjo, ker je za revijo Hello! Izjavila, da je vesela, da je izgubila naziv Njena kraljeva visokost po svoji kontroverzni ločitvi od Karla. Z materjo sta ostali sprti vse do Dianine smrti. V nasprotju z materjo pa je Diana v letih pred smrtjo ponovno navezala stik in izboljšala odnos s svojo odtujeno mačeho.

## Javno življenje

### Pojavljanje v javnosti
Diana se je po zaroki prvič uradno pojavila v javnosti na dobrodelnem dogodku v Goldsmiths' Hallu marca 1981. Oktobra 1981 sta valižanska princ in princesa prvič obiskala Wales. 4. novembra 1981 se je tako Diana prvič udeležila javnega odprtja parlamenta. Njena prva samostojna obveznost je bil obisk Regent Streeta 18. novembra 1981 ob prižiganju božičnih luči. Večkrat se je pojavila na balkonu buckinghamske palače. Septembra 1982 je potovala v Monako na državni pogreb monaške kneginje Grace. Istega leta je spremljala moža na Nizozemsko. Leta 1983 je skupaj s Karlom in Williamom odletela na turnejo v Avstralijo in Novo Zelandijo, kjer sta se srečala tudi s predstavniki Maorov. Junija in julija 1983 sta odpotovala v Kanado, kjer sta med drugim v Edmontonu odprla poletno univerzijado, ustavila pa sta se tudi na Novi Funlandiji ob 400. obletnici britanskega nakupa otoka.
Februarja 1984 je Diana kot pokroviteljica družbe London City Ballet sama v organizaciji te družbe odpotovala na Norveško. Aprila 1985 je s Karlom obiskala Italijo. Pozneje sta se jima pridružila tudi sinova. Sestali so se s predsednikom Alessandrom Pertinijem in v zasebni avdienci tudi s papežem Janezom Pavlom II. Novembra 1985 je par odpotoval v ZDA, kjer se je v Beli hiši srečal s predsednikom Ronaldom Reaganom in njegovo ženo Nancy. Za Diano je bilo posebej naporno leto 1986. S Karlom sta odpotovala na Japonsko, v Indonezijo, Španijo in Kanado. V slednji sta obiskala svetovno razstavo Expo 86, kjer je Diana omedlela v kalifornijskem paviljonu. Leta 1988 sta obiskala Tajsko in Avstralijo ob praznovanju 200-letnice prihoda prvih britanskih priseljencev. Februarja 1989 je sama obiskala New York. Med ogledom bolnišnice Harlem Hospital Center je napravila močan vtis s spontanim objemom sedemletnega otroka z Aidsom.
Marca 1990 sta valižanski princ in princesa obiskala Nigerijo in Kamerun. Kamerunski predsednik ju je v Yaoundéju gostil na uradni večerji. Med to turnejo je Diana obiskala bolnišnice in projekte, ki se osredotočajo na razvoj žensk. Maja 1990 sta za štiri dni obiskala Madžarsko, kar je bil prvi obisk katerega od članov kraljeve družine v državi Varšavskega pakta. Udeležila sta se večerje pri gostitelju Arpadu Gönczu in si ogledala Muzej uporabnih umetnosti v Budimpešti. Diana je obiskala tudi inštitut Peto, kjer je direktorja odlikovala z Redom Britanskega imperija. Novembra 1990 sta s Karlom odpotovala na Japonsko, kjer sta se udeležila kronanja novega cesarja Akihita.
Diana je želela dati spodbudo vojakom, ki so se borili v zalivski vojni, zato je decembra 1990 obiskala Nemčijo, kjer se je srečala z njihovimi družinami. Ponovno je odpotovala v isto državo mesec dni pozneje, januarja 1991, kjer je obiskala postajo vojske v Bruggenu in jim napisala tudi spodbudno pismo, ki je bilo objavljeno v vojaških novicah. Leta 1991 je s Karlom obiskala kraljevo univerzo v Kingstonu v Ontariu, kjer sta predstavila repliko kraljeve listine. Septembra je Diana sama obiskala Pakistan, pozneje pa sta s Karlom odpotovala še v Brazilijo, kjer je obiskala organizacije, ki so si prizadevale odpraviti brezdomstvo uličnih otrok. Zadnja potovanja v družbi Karla je opravila leta 1992, ko sta obiskala Indijo in Južno Korejo. Diana je obiskala bolnišnico matere Terezije v Kalkuti. Z ustanoviteljico reda Misijonark ljubezni se je istega leta srečala še enkrat in stkala prijateljski odnos. Med indijsko turnejo so bile posnete tudi fotografije Diane pred Tadž Mahalom.
Čeprav je decembra 1993 napovedala umik iz javnega življenja, je novembra 1994 sporočila, da se želi delno vrniti. Kot podpredsednica britanskega Rdečega križa je želela sodelovati pri praznovanju 125-letnice te organizacije. Pozneje jo je kraljica formalno povabila tudi na praznovanje obletnice dneva D. Februarja 1995 je Diana obiskala Japonsko, kjer se je srečala s cesarjem Akihitom in cesarico Mičiko in obiskala Nacionalno otroško bolnišnico v Tokiu. Junija 1995 je obiskala Benetke, kjer se je udeležila umetniškega bienala. Odpotovala je tudi v Moskvo, kjer je prejela nagrado International Leonardo Prize. Novembra istega leta se je v Argentini udeležila dobrodelnega dogodka. Obiskala je tudi številne druge države, vključno z Belgijo, Nepalom, Švico in Zimbabvejem. Med postopkom ločitve od Karla, ki je trajal skoraj štiri leta, se je leta 1995 kot članica kraljeve družine udeležila več državnih dogodkov, med drugim spominske obeležitve 50-letnice dneva zmage v Evropi in dneva zmage nad Japonsko. Zadnji, 36. rojstni dan je preživela v galeriji Tate, ki je obeležila 100-letnico.

### Pokroviteljstvo
Leta 1983 je povedala tedanjemu premierju Nove Fundlandije Brianu Peckfordu, da se zelo težko spoprijema s pritiski kot valižanska princesa, vendar se uči spopadati z njimi. Kot članica kraljeve družine na tem položaju je pogosto obiskovala bolnišnice, šole in druge objekte v sklopu kraljevega pokroviteljstva, kakor je urejeno v 20. stoletju. Od sredine osemdesetih let se je vedno bolj povezovala z vedno več dobrodelnimi organizacijami. Leta 1988 je opravila 191 uradnih nastopov, leta 1991 pa že 397. Princesa se je še posebej posvetila tistim hudim boleznim in zdravstvenim stanjem, ki sicer niso tradicionalno spadale pod pokroviteljstvo kraljeve družine, vključno z Aidsom in gobavostjo. Stephen Lee, direktor britanskega inštituta za dobrodelne finančnike, je izjavil, da je njen prispevek k dobrodelnosti verjetno pomembnejši od prispevka katerekoli druge osebe v 20. stoletju.
V svojo dobrodelno dejavnost je Diana vključila tudi kampanjo za zaščito živali in boj proti uporabi protipehotnih min. Bila je pokroviteljica organizacijam, ki se posvečajo brezdomcem, mladim, odvisnikom od drog in starejšim. Od leta 1989 je bila predsednica bolnišnice za otroke Great Ormond Street. Med letoma 1991 in 1996 je bila pokroviteljica Headwaya, združenja, ki se posveča možganskim poškodbam. Pod svoje okrilje je vzela tudi naravoslovni muzej, obenem pa je bila tudi predsednica Kraljeve akademije za glasbo. Med letoma 1984 in 1996 je bila predsednica dobrodelne organizacije Barnardo's, ki jo je leta 1866 ustanovil doktor Thomas John Barnardo in ki skrbi za ranljive otroke in mladostnike. Leta 1988 je postala pokroviteljica britanskega Rdečega križa, podprla pa je tudi njegove podorganizacije v Avstraliji in Kanadi. Vsak teden je večkrat obiskala bolnišnico Royal Brompton, kjer je obiskovala resno bolne in umirajoče bolnike. Leta 1992 je postala prva pokroviteljica ustanove Chester Childbirth Appeal, ki jo je sicer podpirala že od leta 1984. Poimenovana je po enem njenih kraljevih naslovov, ocenjujejo pa, da je z Dianino pomočjo pridobila več kot milijon funtov. Leta 1992 je pomagala prijateljici Julii Samuel pri ustanovitvi dobrodelne organizacije Child Bereavement UK, ki podpira otroke vojakov, žrtev samomora in terminalno bolnih staršev. Pozneje je pokrovitelj te organizacije postal njen sin princ William.

Pod njenim pokroviteljstvom so bile tudi naslednje organizacije: Landmine Survivors Network, Help the Aged, British Lung Foundation, Eureka! (skupaj s Karlom), National Children's Orchestra, British Red Cross Youth, Guinness Trust, Meningitis Trust, Malcolm Sargent Cancer Fund for Children, Welsh National Opera, Birthright, British Deaf Association (za katere se je naučila znakovnega jezika), All England Lawn Tennis and Croquet Club, Anglo-European College of Chiropractic, Royal Anthropological Institute of Great Britain and Ireland, British Sports Association for the Disabled, British Youth Opera, Faculty of Dental Surgery of the Royal College of Surgeons of England, London City Ballet, Pre-School Playgroups Association, Swansea Festival of Music and the Arts in Worshipful Company of Merchant Taylors. Poleg tega je bila pokroviteljica Državne bolnišnice za nevrologijo in nevrokirurgijo, Novozelandskega varietejskega kluba, Kraljeve državne ortopedične bolnišnice, londonskega simfoničnega zbora in orkestra, Valižanske kegljaške zveze ter Kraljeve šole za slepe, pa tudi drugih organizacij.
Leta 1987 je Diana prejela najvišje priznanje, ki ga posameznikom podeljuje mesto London, saj je postala častna prebivalka Londona. Junija 1995 je princesa odpotovala v Moskvo. Obiskala je otroško bolnišnico, ki jo je predhodno obdarila z novo medicinsko opremo. Tam je prejela mednarodno nagrado Leonardo, ki jo podeljujejo najuglednejšim pokroviteljem v umetnosti, medicini in športu. Decembra istega leta je v New Yorku prejela tudi nagrado Združenja za cerebralno paralizo za humanitarno delo. Oktobra 1996 je bila nagrajena še z zlato medaljo na konferenci o zdravstveni oskrbi starejših v organizaciji centra Pio Manzu v Riminiju v Italiji.
Dan po ločitvi je napovedala odstop od več kot 100 dobrodelnih organizacij, da bi se lahko bolj posvetila le šestim. To so bile Centrepoint, English National Ballet, Great Ormond Street Hospital, The Leprosy Mission, National AIDS Trust in Royal Mardsen Hospital. Nadaljevala je tudi s pomočjo britanskemu Rdečemu križu v prizadevanjih za odpravo protipehotnih min, vendar tam ni bila več navedena kot pokroviteljica.
Maja 1997 je Diana odprla Center Richarda Attenborougha za invalidnost in umetnost v Leicesterju. Junija 1997 so bile njene obleke prodane na več dražbah v Londonu in New Yorku, ves izkupiček pa je bil doniran v dobrodelne namene. Njen zadnji uradni dogodek je bil obisk bolnišnice Northwick Park v Londonu 21. julija 1997.

### Področja dobrodelnosti

#### HIV/AIDS
Princesa se je pričela žrtvam Aidsa posvečati v osemdesetih letih. Leta 1989 je odprla center za pomoč tem bolnikom v južnem Londonu. Bila je prva predstavnica britanske kraljeve družine, ki se je soočila s tem problemom in si prizadevala destigmatizirati stike s takimi osebami. Leta 1987 je tako držala za roke bolnika, čeprav še ni bilo znano, ali se lahko bolezen razširi tudi preko dotika. Javno je izjavila, da HIV ne povzroča nevarnosti za okužbo preko stiska roke ali objema. Dejala je, da še nebesa vedo, da so ti bolniki potrebni takšne bližine in dodala, da lahko zdravi ljudje brez nevarnosti okužbe delijo svoje domove, delovna mesta, igrišča in igrače z bolniki z Aidsom. Diano je razočaralo, da kraljica ni podprla te vrste dobrodelnosti. Oktobra 1990 je princesa odprla ustanovo Grandma's House v Washingtonu, namenjeno mladim bolnikom z Aidsom. Bila je tudi pokroviteljica Nacionalnega zavoda za AIDS. Leta 1991 je med obiskom oddelka za AIDS v bolnišnici Middlesex hospital objela enega izmed bolnikov, kar je sprožilo velik odziv javnosti. Kot pokroviteljica organizacije za zdravstveno in socialno oskrbo Turning Point je leta 1992 obiskala njen sedež. Kasneje je vodila kampanjo za zbiranje sredstev za raziskave te bolezni.
Marca 1997 je Diana obiskala Južnoafriško republiko, kjer se je srečala s predsednikom Nelsonom Mandelo. 2. novembra 2002 je Mandela napovedal, da se bo njegov sklad za otroke združil s Spominskim skladom valižanske princese Diane za pomoč žrtvam Aidsa. To združitev sta načrtovala že nekaj mesecev pred njeno smrtjo. Mandela je o Diani povedal, da je s tem, ko je držala za roke nekoga z gobavostjo ali sedela ob postelji človeka z Aidsom in ga držala za roko, spremenila odnos javnosti do teh bolnikov in izboljšala njihove življenjske možnosti. Dodal je še, da je uporabila svojo prepoznavnost za borbo proti stigmatiziranosti bolnikov, okuženih z virusom HIV.

#### Mine
Diana je bila pokroviteljica organizacije HALO Trust, ki odstranjuje ostanke, ki jih je pustila vojna, predvsem mine. Januarja 1997 so v vseh svetovnih medijih objavili fotografije Diane, oblečene v balistično čelado in jopič, med obiskom minskega polja v Angoli. Nekateri so to njeno dejanje kritizirali in ji očitali vmešavanje v politiko. Kljub temu je organizacija HALO Trust navedla, da so njena prizadevanja povzročila dvig mednarodne zavesti o kopenskih minah in posledičnem trpljenju, ki so ga povzročale. Junija 1997 je imela govor na konferenci o kopenskih minah v kraljevem geografskem društvu. Odpotovala je v Washington, da bi podprla in tako pospešila podobno kampanjo ameriškega Rdečega križa. Le nekaj dni pred smrtjo, med 7. in 10. avgustom 1997, je obiskala Bosno in Hercegovino. Spremljala sta jo Jerry White in Ken Rutherford iz organizacije Landmine Survivors Network.
Dianino prizadevanje za odpravo min je imelo vpliv na podpis Ottawske pogodbe, ki je prepovedala mednarodno uporabo protipehotnih min. Zunanji sekretar Robin Cook je leta 1998 med branjem osnutka zakona o zemeljskih minah v britanskem domu povedal, da bi morali poslanci izkazati hvaležnost za njeno delo in delo tovrstnih nevladnih organizacij s tem, da bi sprejeli ta zakon ter utrli pot globalni prepovedi kopenskih min.
Izvršna direktorica Unicefa Carol Bellamy je dejala, da so mine še naprej smrtonosno privlačne za otroke, ki jih prirojena radovednost in potreba po igranju pogosto zvabijo v nevarnost. Države, ki proizvajajo in skladiščijo največje število kopenskih min (ZDA, Kitajska, Indija, Severna Koreja, Pakistan in Rusija), je pozvala, naj podpišejo Ottawsko pogodbo. Nekaj mesecev po Dianini smrti leta 1997 je Mednarodna kampanja za prepoved protipehotnih min dobila Nobelovo nagrado za mir.

#### Rak
Na prvem samostojnem uradnem potovanju je Diana obiskala Royal Marsden NHS Foundation Trust, bolnišnico za zdravljenje raka v Londonu. Kasneje je to ustanovo med vsemi organizacijami izbrala za tisto, ki je imela največ koristi od avkcije njenih oblek v New Yorku. Eden izmed zaposlenih je dejal, da je princesa storila veliko za odstranitev stigme in tabuja, povezanih z boleznimi, kot so rak, AIDS in gobavost. 27. junija 1989 je Diana prevzela vodilno mesto v ustanovi. 25. februarja 1993 je tam odprla oddelek za otroke z rakom. Junija 1996 je odpotovala v Chicago, kjer se je kot predsednica bolnišnice Royal Marsden udeležila dogodka, kjer so zbirali sredstva za raziskave raka. Zbrali so več kot milijon funtov. Septembra 1996 je na povabilo Katharine Graham prišla v Washington in se udeležila zajtrka v Beli hiši, posvečenega Nina Hyde Centru za raziskave raka dojke. Pojavila se je tudi na letnem zbiranju sredstev za iste raziskave, ki ga je v istem centru organiziral The Washington Post.
Center Children with Leukaemia (Center Otroci z levkemijo, danes Children with Cancer UK oz. Otroci z rakom Združeno kraljestvo) je Diana odprla leta 1988 v spomin na dve mladi žrtvi raka. Novembra 1987, nekaj dni po smrti Jean O'Gorman zaradi raka, se je valižanska princesa srečala z njeno družino. Jeanina smrt in smrt njenega brata Paula sta jo spodbudila, da je pomagala njuni družini, da so skupaj vzpostavili dobrodelno fundacijo. Diana jo je otvorila 12. januarja 1988 na srednji šoli Mill Hill. Podpirala jo je vse do svoje smrti leta 1997.

#### Druga področja
Novembra 1989 je princesa v Indoneziji obiskala bolnišnico za bolnike z gobavostjo. Po obisku je postala pokroviteljica organizacije Leprosy Mission, ki je namenjena zagotavljanju zdravil, zdravljenja in drugih oblik podpore gobavim bolnikom. Pokroviteljica te organizacije je ostala vse do svoje smrti leta 1997. Obiskala je več tovrstnih bolnišnic po vsem svetu, zlasti v Indiji, Nepalu, Zimbabveju in Nigeriji. Dotaknila se je več bolnikov, kar je imelo velik odmev po svetu, saj je tedaj še veliko ljudi verjelo, da se lahko okužijo že ob navadnem fizičnem stiku. Diana sama je komentirala, da je želela s temi dotiki pokazati obolelim, da se jih ne preganja in ne zavrača. V njeno čast so novembra 1999 v Noidii v Indiji odprli center za zdravstveno izobraževanje z imenom The Diana Princess of Wales Health Education and Media Centre. Financiral ga je njen spominski sklad, namenjen pa je socialni podpori ljudem, prizadetim zaradi gobavosti in invalidnosti.
Diana je bila od leta 1992 pokroviteljica dobrodelne ustanove Centrepoint, ki zagotavlja nastanitev in podporo brezdomcem. Podprla je še več drugih organizacij, ki se borijo proti revščini in brezdomstvu. Opozarjala je tudi na mlade brezdomce, za katere je želela zagotoviti dostojen začetek življenja. Izjavila je: »Mi kot del družbe moramo zagotoviti, da bodo mladi, ki so naša prihodnost, deležni priložnosti, ki si jo zaslužijo.« Na zasebne obiske Centrepointovih akcij je pogosto jemala tudi svoja sinova Williama in Harryja. Eden od uslužbencev te organizacije je povedal, da se je zmeraj dotaknila mladih v Centrepointu. Kasneje je pokroviteljstvo te organizacije prevzel Dianin sin, princ William.
Diana je odločno in dolga leta podpirala tudi dobrodelne organizacije, ki so se osredotočale na družbena vprašanja in na probleme, povezane z duševnim zdravjem ljudi. Med njih spadata tudi organizaciji Relate in Turning Point. Relate je pričel s ponovnim delovanjem leta 1987 kot prenovljena oblika predhodnika National Marriage Guidance Councila. Diana je bila pokroviteljica te organizacije vse od leta 1989. Organizacija za zdravstveno in socialno varstvo Turning Point je bila ustanovljena leta 1964 za pomoč in podporo tistim, ki so jih prizadeli zloraba drog in alkohola ter težave z duševnim zdravjem. Princesa je postala pokroviteljica te organizacije leta 1987. Od takrat je redno obiskovala sedež te ustanove in se srečevala z bolniki. Leta 1990 je v govoru za Turning Point povedala, da je potrebno s pomočjo strokovnjakov prepričati dvomljivo javnost, da bi morali sprejeti nazaj v svojo sredino tiste, ki so jim diagnosticirali psihotsko, nevrotsko ali kakšno drugo podobno bolezen. Viktorijanska družba je takšne bolnike zapirala v posebne institucije, stran od normalnega življenja. Kljub začetnim težavam pri organizaciji potovanja v muslimanske države ji je pozneje uspelo odpotovati v Pakistan, kjer je obiskala rehabilitacijski center v Lahoreju kot znak njene zaveze boju proti zlorabi drog.

### Zasebnost in mediji
Leta 1993 so pri Mirror Group Newspapers (MGN) objavili fotografije princese Diane, ki jih je posnel Bryce Taylor, lastnik fitnesa LA Fitness, na njih pa je princesa nosila dres in kolesarske hlače. Dianini odvetniki so takoj vložili zahtevo za trajno prepoved prodaje in objave fotografij po vsem svetu. Kljub temu so jih objavili nekateri mediji zunaj Velike Britanije. Pri MGN-ju so se pozneje Diani opravičili in ji plačali milijon funtov za pravne stroške in 200.000 funtov za njene dobrodelne organizacije. Tudi Taylor se je opravičil in se odpovedal 300.000 funtom, ki jih je zaslužil s fotografijami. Namigovalo se je, da so mu pri plačilu stroškov pomagali člani kraljeve družine v zameno za izvensodno poravnavo.

## Zasebno življenje po ločitvi
Tudi po ločitvi je Diana ohranila dvojno stanovanje na severni strani kensingtonske palače, ki si ga je od začetka zakonske zveze sicer delila s Karlom. To stanovanje je ostalo njen dom vse do smrti. Obenem je preselila svojo pisarno v to palačo, vendar ji je bilo dovoljeno uporabljati tudi državna stanovanja v palači St James. Prav tako je še naprej imela dostop do nakita, ki ga je prejela v času zakona, in do uporabe zračnega prevoza britanske kraljeve družine in vlade. Leta 2003 je njen nekdanji sluga Paul Burrell v svoji knjigi zapisal, da so princesina zasebna pisma razkrila, da ji brat Charles Spencer ni dovolil živeti na Althorpu kljub njeni prošnji.
Po ločitvi od Karla se je Diana začela dobivati z britansko-pakistanskim srčnim kirurgom Hasnatom Khanom. Mnogi njeni najbližji prijatelji so ga po njeni smrti večkrat označili za »ljubezen njenega življenja«, pa tudi sama naj bi ga večkrat imenovala »Mr Wonderful« (gospod Čudoviti). Maja 1996 je Diana obiskala pakistanski kraj Lahore na povabilo Hasnatovega sorodnika Imrana Khana, da bi spoznala njegovo družino. Podrobnosti razmerja sta skrbno skrivala pred mediji in javnostjo. Razmerje je trajalo skoraj dve leti in se nenadoma končalo, kar je sprožilo različna ugibanja, kdo ga je končal. Khan je po Dianini smrti trdil, da je bila ona tista, ki je končala zvezo, kar je potrdil tudi njen sluga Paul Burrell. Ob tem je tudi dodal, da Dianina mati Frances Shand Kydd ni odobravala hčerine zveze z muslimanom.
Kmalu se je Diana začela dobivati z Dodijem Fayedom, sinom njenega poletnega gostitelja Mohameda Al-Fayeda. Tisto poletje je želela preživeti skupaj s sinovoma na počitnicah v Hamptonsu na Long Islandu v New Yorku, vendar so ji varnostniki preprečili to namero. Po odpovedi potovanja na Tajsko je sprejela Fayedovo vabilo in se pridružila njemu in njegovi družini na jugu Francije. Mohamed Al-Fayed je za več milijonov funtov kupil 60-metrsko jahto Jonikal, na kateri sta se Diani pridružila tudi sinova.

## Smrt
31. avgusta 1997 je Diana umrla v prometni nesreči v cestnem predoru Pont de l'Alma v Parizu. V nesreči sta umrla tudi njen spremljevalec Dodi Fayed in voznik Henri Paul. Njen pogreb je preko televizije spremljalo več kot 32 milijonov ljudi v Združenem kraljestvu in še na milijone po vsem svetu. Britanske televizije so dosegle eno najvišjih gledanosti v zgodovini.

### Teorije zarote, preiskave in sodbe
Prva francoska sodna preiskava je zaključila, da je nesrečo zakrivil pijan šofer, torej Paul, ki je izgubil nadzor nad vozilom. Febuarja 1998 je lastnik pariškega hotela Ritz, kjer je Paul delal, Mohamed Al-Fayed, javno izjavil, da je bila nesreča načrtovana, zanjo pa je obtožil MI6 in edinburškega vojvodo Filipa, moža kraljice Elizabete. Leta 2004 so preiskavo sprožili tudi v Londonu, ki je v letih 2007 in 2008 zaključila, da sta nesrečo povzročili Paulova malomarnost in paparaci, ki so sledili vozilu. 7. aprila 2008 je sodišče podalo sodbo, da je šlo za nezakonit uboj. Dan pozneje je Al-Fayed sporočil, da bo zaključil svoj desetletni boj, s katerim je hotel doseči, da bi nesrečo obravnavali kot umor. Dejal je, da je to storil zaradi princesinih otrok.

### Pogreb
Nepričakovana tragična smrt izjemno priljubljene članice kraljeve družine je sprožila val izrekanja sožalij in drugih izjav različnih javnih osebnosti, pa tudi navadnih ljudi po vsem svetu. Ljudje so še več mesecev pred kensingtonsko palačo puščali cvetje, sveče, kartice in osebna sporočila. Še isti dan, 31. avgusta 1997, so princ Karel in Dianini sestri poskrbeli za prevoz Dianinih posmrtnih ostankov v krsti, oviti v kraljevo zastavo, iz Pariza v London. Do pogreba so jo postavili v kraljevo kapelo v palači St James.
Dianin pogreb je potekal 6. septembra 1997 v Westminstski opatiji. V procesiji za krsto so se zvrstili Dianina sinova, princa William in Harry, bivši mož princ Karel, kraljičin mož in Dianin bivši tast princ Filip, Dianin brat grof Spencer in predstavniki nekaterih dobrodelnih organizacij, ki jih je podpirala. Na pogrebu je Elton John izvajal njej posvečeno pesem Candle in the Wind. To je bila edina priložnost, ko je bila pesem izvedena v živo. Istega leta je bila izdana kot singel, prihodek od prodaje pa je šel dobrodelnim organizacijam, ki so delovale pod Dianinim pokroviteljstvom.
Pokop se je odvil v ožjem krogu pozneje istega dne. Poleg duhovnika so bili prisotni bivši mož, sinova, mati, sestri, brat in bližnji prijatelj. Dianino telo so oblekli v črno obleko z dolgimi rokavi, ki jo je oblikovala Catherine Walker in ki jo je Diana izbrala nekaj tednov prej. V roke so ji dali rožni venec, ki ji ga je podarila mati Tereza. Ta je umrla isti teden kot Diana. Dianin grob se nahaja na otoku na posestvu v Althorp Parku, ki je že stoletja v lasti družine Spencer.
Krsto je nesel 2. bataljon kraljevega regimenta valižanske princese, ki jo je odnesel na otok in položil v grob. Najprej so jo nameravali pokopati v družinski grobnici Spencerjevih v lokalni cerkvi v bližnjem Great Bringtonu, vendar je grofa Spencerja (Dianinega brata) skrbelo zagotavljanje varnosti in zaščite pred množico obiskovalcev, ki bi lahko preplavili Great Brington. Zato se je odločil, da bodo Diano pokopali na otoku, kjer bodo zlahka skrbeli za njen grob in kamor bodo imeli dostop le sorodniki, vključno s sinovoma Williamom in Harryjem.

### Poznejši dogodki

#### Vladni nadzor
Leta 1999 je prišlo po uveljavitvi zakona o svobodnih informacijah do objave spletne službe apbonline.com, ki je razkrila, da je Nacionalna varnostna agencija Diano nadzorovala vse do smrti in da je hranila tajno datoteko o njej z več kot 1000 stranmi. Vsebine datoteke sicer zaradi pomislekov o potencialnem ogrožanju nacionalne varnosti niso objavili. Uslužbenci agencije so sicer zanikali, da bi bila Diana tarča njihovega elektronskega prisluškovanja. Kljub večkratnim poskusom, da bi datoteko vendarle objavili (med drugim je to poskušal tudi Mohamed Al Fayed), do razkritja dokumenta v javnost ni prišlo.
Leta 2008 je nekdanji Dianin telesni stražar Ken Wharfe izjavil, da je Dianine škandalozne pogovore z Jamesom Gilbeyjem (običajno imenovane Squidgygate) dejansko posnela vladna služba GCHQ, ki jih je namerno spustila v javnost. Ljudje, ki so bili princesi blizu, so verjeli, da so želeli s tem pokvariti njeno javno podobo. Wharfe je povedal tudi, da je Diana sama verjela, da so vsi člani kraljeve družine pod nadzorom, čeprav je to pripisovala morebitnim grožnjam organizacije IRA.

#### Afera Spominskega sklada
Po njeni smrti je bil ustanovljen Spominski sklad Diane, valižanske princese, ki mu je bilo dodeljeno intelektualno lastništvo nad njenim imenom. Tako so leta 1998 tožili družbo Franklin Mint, ker je ta kljub zavrnitvi dovoljenja nezakonito prodajala lutke, krožnike in nakit pod njenim imenom. Spominski sklad je tožbo izgubil in je moral zato plačati pravne stroške družbi v višini 3 milijone funtov, kar je povzročilo zamrznitev donacij dobrodelnim ustanovam. Novembra 2004 je končno prišlo do izvensodne poravnave – obe strani sta se strinjali, da sklad donira 13,5 milijona funtov v dobrodelne namene. Kljub temu so porabili še za 4 milijone funtov stroškov in honorarjev, povezanih s sporom, kar je zamrznilo kar nekaj donacij.

#### Objava fotografij nesreče
13. julija 2006 je italijanska revija Chi objavila fotografije umirajoče Diane v razbitinah avtomobila, čeprav se teh fotografij neuradno ne bi smelo objavljati. Urednik revije se je branil z obrazložitvijo, da je fotografije objavil zato, ker do tedaj še niso bile prikazane javnosti in ker je čutil, da niso nespoštljive do spomina na Diano.

#### Obletnice, prireditve, dražbe
Na prvo obletnico Dianine smrti so ljudje puščali cvetje pred vrati kensingtonske palače, v westminstrski opatiji pa je potekala spominska slovesnost. Kraljeva družina in družina predsednika vlade so se zbrali na zasebnem obredu v cerkvi Crathie Kirk, ki se nahaja v bližini kraljeve rezidence Balmoral. Dianina družina je imela zasebno spominsko slovesnost v Althorpu. Vse zastave pred buckinghamsko palačo in drugimi kraljevimi rezidencami so bile po naročilu kraljice spuščene na pol droga. Zastava Združenega kraljestva je bila na dan Dianinega pogreba prvič spuščena na pol droga, kar je spremenilo stari protokol, ki ni predvideval spuščanja zastav niti ob smrti monarha. Od leta 1997 so začeli redno spuščati zastavo na pol droga v primeru smrti članov kraljeve družine in drugih časov nacionalnega žalovanja.
1. julija 2007 je na stadionu Wembley potekal Koncert za Diano. Dogodek sta organizirala njena sinova, princa William in Harry, ki sta s tem obeležila 46. obletnico njenega rojstva, nekaj tednov pozneje pa je minilo 10 let od njene tragične smrti. Prihodki od koncerta so šli Dianinim dobrodelnim ustanovam. 31. avgusta istega leta je v kraljevi kapeli Guards Chapel potekala spominska maša za Diano. Udeležili so se je člani kraljeve družine in njihovi sorodniki, člani družine Spencer, Dianini gostje z njene poroke, njeni tesni prijatelji in pomočniki, predstavniki dobrodelnih organizacij, britanski politiki Gordon Brown, Tony Blair in John Major ter prijatelji iz sveta zabave, kot so David Frost, Elton John in Cliff Richard.
Leta 2013 je bila na dražbo dana prej nepoznana fotografija Diane dva dni po njeni zaroki s Karlom, na kateri Diana objema nepoznanega človeka. Fotografijo je pred tem posedoval časopis Daily Mirror, ki ji je nadel oznako, da ne sme biti nikdar objavljena.
19. marca 2013 so na dražbi v Londonu za več kot 800.000 funtov prodali deset Dianinih oblek, vključno s temno modro, ki jo je nosila na državni večerji leta 1985 v Beli hiši, kjer je zaplesala znameniti ples z Johnom Travolto.
Januarja 2017 je bila prodana tudi serija pisem, ki so jih Diana in drugi člani kraljeve družine napisali slugi iz Buckinghamske palače, kot del zbirke zasebnih pisem med zaupnim slugo in kraljevo družino. Šest pisem, ki jih je napisala Diana, je vključevalo tudi informacije o vsakdanjem življenju njenih mladih sinov. Prodali so jih za 15.100 funtov.
Februarja 2017 so v kensingtonski palači kot poklon obeležitvi 20. obletnice smrti napovedali odprtje razstave ''Diana: Njena modna zgodba.'' Na njej so razstavili obleke, ki jih je nosila princesa, vključno z njenimi najljubšimi, ki so jih ustvarili modni oblikovalci, kot sta Catherine Walker in Victor Edelstein. Odprli so jo 24. februarja. Razstava 25-ih oblek je ostala odprta vse do leta 2018.
Druge prireditve ob tej obletnici so bile razstave v Althorpu, ki jih je pripravil Dianin brat grof Spencer, vrsta spominskih dogodkov v organizaciji skupnosti Diana Memorial Award, obnovitev kensingtonskih vrtov in osnovanje Belega vrta, ki simbolno predstavlja Dianino življenje in slog.

## Zapuščina

### Javna podoba
Izmed članov kraljeve družine je bila Diana ena najbolj priljubljenih v zgodovini in ima s svojim zgledom še danes vpliv na načela mlajših generacij kraljeve družine. Bila je močno prisotna na svetovnem prizorišču vse od njene zaroke z valižanskim princem leta 1981 pa do smrti leta 1997. Pogosto jo označujejo za najbolj fotografirano žensko na svetu. Poznana je bila po svojem sočutju, slogu, karizmi in obsežni dobrodelni dejavnosti, kakor tudi po neuspešnem zakonu s princem Karlom. Njen nekdanji osebni tajnik jo je opisal kot zelo organizirano in delovno osebo ter poudaril, da se njen mož ni uspel sprijazniti z izredno priljubljenostjo svoje žene, s čimer se je strinjala tudi biografinja Tina Brown. Prav tako je dejal, da je kot njegova šefica cenila trdo delo, hkrati pa je bila lahko zelo vznemirjena, če je čutila, da je žrtev nepravičnosti. Paul Burrell, ki je delal kot princesin butler, se je je spominjal kot globokega misleca, sposobnega za introspektivno analizo. Včasih so jo opisali tudi kot predano mater otrokoma, na katera je močno vplivala s svojo osebnostjo in načinom življenja. V zgodnjih letih so jo pogosto opisovali kot sramežljivo, hkrati pa tudi zelo bistro in duhovito. Ljudje, ki so imeli včasih z njo zaupne pogovore, so jo opisali kot osebo, ki jo je vodilo njeno srce, obenem pa so poudarili, da je imela močan značaj, saj je v kraljevo družino vstopila kot neizkušeno dekle z malo izobrazbe, ki pa je lahko izpolnila pričakovanja in premagovala težave zakonskega življenja.
Diana je bila znana po svojih srečanjih z bolnimi in umirajočimi bolniki, z revnimi in odrinjenimi ljudmi, kar ji je prineslo veliko priljubljenost. Pozornost je posvečala mislim in čustvom ljudi. V intervjuju leta 1995 je celo pokazala željo, da postane ljubljena figura med ljudmi, ko je dejala, da četudi ne bo kraljica, bi želela biti kraljica ljudskih src. Po mnenju biografinje Tine Brown je Diana lahko že z enim pogledom očarala ljudi. Njena slava se je razširila po vsem svetu in vplivala celo na premierja Tonyja Blaira, ki naj bi dejal, da je Diana pokazala narodu nov način, kako biti Britanci. Po njeni zaslugi se je kraljeva družina na moderen način posvetila dobrodelnosti, vplivala pa naj bi tudi na nekatere tradicionalne načine gospodinjstva. Eugene Robinson iz The Washington Posta je v svojem članku zapisala, da je valižanska princesa preplavila vlogo princese z vitalnostjo, aktivizmom in predvsem z glamurjem. Alice Carroll iz The New York Timesa je Diano opisala kot svež veter, ki je bil glavni razlog, da je britanska kraljeva družina postala znana v ZDA. Kljub vsem zakonskim težavam in škandalom je Diana še naprej uživala visoko stopnjo priljubljenosti v anketah, medtem ko je njen mož dobival zelo nizko podporo. Njena najvišja stopnja priljubljenosti v Združenem kraljestvu med letoma 1981 in 2012 je bila 47 %.
Diana je po besedah premierja Tonyja Blaira postala »princesa ljudskih src« in ikonična nacionalna figura. Njena tragična smrt je sprožila neprimerljiv val žalosti in žalovanja ter krizo v kraljevi družini. Andrew Marr je izjavil, da je s svojo smrtjo oživila kulturo javnega izražanja čustev. Njen brat grof Spencer je o njeni vlogi povedal:
»Diana je poosebljala sočutje, dolžnost, slog in lepoto. Po vsem svetu je postala simbol nesebične človečnosti in postala borka za pravice resnično zatiranih. Bila je zelo britansko dekle, ki je preseglo nacionalnost. V zadnjem letu je pokazala, da ne potrebuje kraljevega naziva, da bi še naprej navduševala s svojo čarobnostjo.«
Leta 1997 je bila ena izmed osebnosti leta po izboru revije Time. Ista revija jo je leta 1999 uvrstila na seznam 100 najpomembnejših oseb 20. stoletja. Leta 2002 je bila po BBC-jevi anketi uvrščena na tretje mesto lestvice 100 največjih Britancev, celo pred kraljico in drugimi britanskimi monarhi. Tudi na Japonskem so jo leta 2006 uvrstili na 12. mesto seznama stotih zgodovinskih oseb.
Kljub temu da velja za ikono in priljubljeno članico kraljeve družine, pa je bila Diana v času življenja izpostavljena kritikam. Njen tajnik Patrick Jephson, ki je to funkcijo opravljal osem let, je v članku v The Daily Telegraphu napisal, da je Diana imela dodatno dobro lastnost, da je v času življenja razočarala svoje kritike, pomagala mehčati njihov prezir in nadela prej tako oddaljeni instituciji bolj človeški obraz. Nekateri so trdili, da je bila Diana tista, ki je pustila novinarje in paparace v svoje življenje, ker je vedela, da so vir njene moči, zato se je preobremenila z javnimi dolžnostmi in uničila mejo med zasebnim in javnim življenjem. Njen znan kritik je bil profesor filozofije Anthony O'Hear, ki je zapisal, da Diana ni zmogla izpolnjevati svojih dolžnosti, da je njeno nepremišljeno vedenje škodovalo monarhiji in da je bila v svojih filantropskih prizadevanjih samovšečna. Po njegovih kritikah so dobrodelne organizacije, ki jih je Diana podpirala, stopile princesi v bran. Peter Luff je pripombe O'Hearja označil za neutrudne in neprimerne. Nekateri kritiki so jo obtožili, da je svojo javno podobo uporabila za lastno korist, obenem pa poniževala lastno kraljevsko pozicijo. Tudi edinstven način dobrodelnega dela, ki je včasih vključeval fizični stik z ljudmi, okuženimi s hudimi boleznimi, je včasih v medijih naletel na negativen odziv.
Sally Bedell Smith je Diano označila za nepredvidljivo, egocentrično in posesivno osebo. Trdila je tudi, da je bila princesa v želji opravljanja dobrih del motivirana z osebnimi koristmi in ne z ambiciozno idejo o rešitvi družbenega problema. Eugene Robinson je nasprotno dejal, da je bila Diana zelo resna glede ciljev, za katere se je zavzemala. Po besedah Sarah Bradford je Diana rodbino Windsorjev opisala kot povzpetniške tuje modrokrvneže in jih označila za Nemce. Bradfordova je verjela, da je bila Diana žrtev lastnih zgrešenih sodb in da je z intervjujem v Panorami izgubila socialne privilegije. Nekateri opazovalci so jo označili za manipulativno osebo. Nekateri so tudi trdili, da sta imela princesa in njen bivši tast princ Philip zelo napet odnos, medtem ko so drugi dejali, da njuna medsebojna pisma niso kazala znakov trenja med njima. Različna so tudi mnenja o njenem posmrtnem vplivu na javno mnenje. Anne Applebaum je to idejo zavrnila, podobno je tudi Jonathan Freedland iz The Guardiana v svojem članku napisal, da sta Dianin spomin in vpliv začela bledeti v letih po njeni smrti. Nasprotno pa je Peter Conrad, prav tako novinar The Guardiana, zatrdil, da Diana celo v desetletjih po smrti še vedno ne molči. Allan Massie iz The Telegrapha je napisal, da je princesa zvezdnica med slavnimi osebami in da njena čustva še naprej oblikujejo našo družbo.

### Modna ikona
Diana je bila modna ikona, katere slog so posnemale ženske po vsem svetu. Iain Hollingshead iz The Telegrapha je zapisal, da je Diana imela možnost povečati prodajo obleke že samo s tem, da jo je pogledala. Zgodnji primer tega učinka se je pokazal že leta 1980, ko je objava fotografije Diane s Karlom na gradu Balmoral sprožil močno povečano prodajo čevljev znamke Hunter Wellington, ki jih je nosila na tej fotografiji. Po mnenju oblikovalcev in ljudi, ki so delali z Diano, je uporabila modo in lasten slog, da bi preko tega podprla svoje dobrodelno delo, se izrazila in komunicirala. Princesa je še po smrti ostala pomemben lik za svoj modni slog in še vedno navdihuje stiliste in mlade ženske, vključno s pevko Rihanno. Ta je v intervjuju za Glamour leta 2013 povedala: »... Diana je ubijala, vsak pogled je bil pravilen. Bila je prava gangsterka z oblačili. Imela je nore klobuke, imela je prevelike jakne. Oboževala sem vse, kar je nosila!« Po besedah enega Dianinih najljubših oblikovalcev Johna Boyda je bila valižanska princesa najboljša ambasadorka njihovih klobukov, pravzaprav ji dolguje celotna industrija. Boydov rožnat klobuk, ki ga je Diana nosila na medenih tednih, so kasneje kopirali oblikovalci po vsem svetu, kar je poskrbelo za ponovni zagon te industrije, ki je bila že nekaj časa v upadu.
Diana je svoj slog oblačenja oblikovala tako, da je temeljil na zahtevah kraljeve družine in priljubljenih sodobnih slogih v Veliki Britaniji, s čimer je razvila svoj osebni modni trend. Na diplomatskih potovanjih so bila njena oblačila izbrana tako, da so ustrezala oblačenju v gostiteljskih državah, zasebno pa je raje nosila ohlapne jopiče in puloverje. »Vedno je bila zelo premišljena, gledala je na to, kako bodo njena oblačila interpretirali. To je bilo nekaj, kar ji je bilo resnično pomembno,« je dejala Anna Harvey, nekdanja urednica revije Vogue in princesina modna mentorica. David Sassoon, eden od Dianinih oblikovalcev, je verjel, da je prekršila pravila s poskušanjem novih slogov. Diana se je odločila, da nekaterih tradicij kraljevega oblačenja ne bo upoštevala, na primer nošenja rokavic, saj je menila, da bi ji preprečile neposreden stik z ljudmi, ki jih je srečevala, predvsem s tistimi, ki so jih prizadele hude bolezni (na primer bolniki z Aidsom). Tudi za dobrodelna srečanja je izbrala obleke, ki so bile primerne za ljudi, ki jih je srečala. Tako je izbrala pisane obleke, da se je lažje približala otrokom v bolnišnicah. Donatella Versace, ki je skupaj z bratom tesno sodelovala s princeso, je izjavila, da sta se Dianino zanimanje in radovednost za modo znatno povečala po ločitvi od Karla. Dodala je še, da se ne spomni nikogar, ki bi za modo naredil toliko kot Diana.
Catherine Walker je bila ena najljubših Dianinih oblikovalk in ji je pomagala ustvarjati kraljevsko uniformo. Za turneje in obiske na tujem sta Walkerjeva in njen mož raziskovala modo v teh destinacijah in se tako odločila, kako oblikovati obleko, s katero princesa ne bi preveč izstopala. To stališče podpira tudi Taki Theodoracopulos, ki verjame, da Diana ni želela, da bi jo oblačila preveč definirala. Eleri Lynn, kustosinja razstave »Diana: Njena modna zgodba«» «, je povedala: »Catherine in Diana sta ustvarili stil z zelo tanko tekočo silhueto brez dodatkov iz zgodnjih osemdesetih let, ki je princeso naredila zelo elegantno in ustvarila brezčasen videz. Kraljevsko uniformo, če želite.«
Diana je na javni sceni debitirala leta 1979 z Regamusovo obleko. V osemdesetih in devetdesetih letih je nosila obleke številnih znanih modnih oblikovalcev. Nosila je tudi obleke znanih modnih podjetij, kot so Versace, Armani, Chanel, Dior in Clarks. Med njene ikonične obleke spadajo obleka z dekoltejem Davida in Elizabeth Emanuel, ki jo je nosila na dobrodelni prireditvi, obleka Christine Stambolian, znana tudi kot Obleka maščevanja, ki jo je nosila kmalu po Karlovem priznanju prešuštva, večerna obleka Victorja Edelsteina, ki jo je nosila na obisku v Beli hiši in med plesom z Johnom Travolto, ter jakna Catherine Walker, ki jo je prvič nosila na uradnem obisku v Hong Kongu.
V začetku osemdesetih let je Diana raje nosila obleke z ovratniki, biseri in drugimi dodatki. To je hitro preraslo v modni trend. Kopije njene modro-rožnate božične bluze Davida in Elizabeth Emanuel, ki jo je nosila na dan naznanitve zaroke in se je pojavila na naslovnici revije Vogue, so se prodajale v milijonih. Njena navada nošenja širokih hlač je dobila vzdevek Dinastija Di. V letih po poroki in pozneje ločitvi je Diana postala samozavestnejša pri svoji izbiri in njen slog se je spremenil. Nositi je začela obleke, ki niso prekrivale ramen, dvobarvne obleke, vojaško stilizirane obleke, ... Med drugimi modnimi trendi je preizkusila tudi bele majice in kavbojke, pletene obleke in kombineže. Njen slog je vplival tudi na druge znane osebnosti, kot so Cindy Crawford, Madonna in Elizabeth Taylor. Po njeni smrti so številne njene obleke dali na dražbo in jih za visoke vsote prodali različnim posameznikom ter muzejem.
Princesino kratko pričesko, ki so jo mnogi želeli posnemati, je ustvaril Sam McKnight po fotografiranju za Vogue leta 1990. Po njegovem mnenju in mnenju Donatelle Versace ji je taka pričeska prinesla več svobode, saj je zmeraj izgledala dobro. Diana si je sama nadela maskaro in pred javnimi nastopi vedno zahtevala frizerja. McKnightu je nekoč dejala: »To ni zame, Sam, ampak za ljudi, ki jih obiskujem ali obiščejo mene. Želijo princeso. Daj jim, kar hočejo.«
Leta 1989 so jo uvrstili na seznam najbolje oblečenih slavnih oseb. Revija People jo je leta 2004 označila za eno najlepših žensk vseh časov. Leta 2012 so jo pri reviji Time vključili na seznam 100 največjih modnih ikon vseh časov.
Leta 2016 je modni oblikovalec Sharmadean Reid predstavil zbirko oblačil za ASOS.com, za katero je navdih dobil v Dianinem slogu oblačenja. V sporočilu za javnost je zapisal, da Dianino neverjetno prepletanje dostopne športne opreme in luksuzne mode predstavlja temelj zbirke in jo dela bolj moderno kot kdajkoli prej.
Ob odprtju razstave Dianinih oblačil in oblek v kensingtonski palači leta 2017 je Catherine Bennett iz The Guardiana dejala, da so takšne razstave med primernimi načini izkazovanja spoštovanja do javnih osebnosti, katerih modni slogi so bili izstopajoči. Dodala je še, da je bil del njenega življenjskega poslanstva enak poslanstvom drugih princes, torej izgledati lepo v različnih oblačilih, kar prinaša še več zanimanja za njena oblačila.
Diana je bila tudi navdih za prireditev Off-White Spring 2018 na Tednu mode v Parizu leta 2017. Oblikovalec Virgil Abloh je črpal iz princesinega stila navdih za nove modele. Razstavo je zaključila Naomi Campbell, oblečena v kombinacijo oblačil v Dianinem slogu.

### Spomin
Takoj po njeni smrti so v številnih mestih po vsem svetu postavili spominske točke, kjer so lahko ljudje puščali cvetje in druge znake spoštovanja. Najpomembnejša takšna točka je bila pred vrati kensingtonske palače, kjer ljudje še danes puščajo cvetje in druge stvari. Stalni spomeniki so:
- Spominski vrtovi Diane, valižanske princese, v Regent Center Gardens v kraju Kirkintilloch
- Fontana Diane, valižanske princese, v Hyde Parku v Londonu, ki jo je odprla kraljica Elizabeta II.
- Spominsko igrišče Diane, valižanske princese, v Kensington Gardensu v Londonu
- Spominska pot Diane, valižanske princese, krožna pot med Kensington Gardens, Green Parkom, Hyde Parkom in St. James's Parkom v Londonu
- Nagrada Diana Memorial Award, ustanovljena leta 1999, leta 2007 jo je ponovno uvedel Gordon Brown[295]
- Spominsko obeležje Princess Diana Memorial je bilo prvo obeležje, posvečeno Diani, ki so ga postavili v nemško govoreči državi. Postavljeno je na vrtu gradu Cobenzl na Dunaju, zasluge zanj pa ima reporter Ewald Wurzinger.[296]

Spomenik Plamen svobode (The Flame of Liberty) je bil leta 1989 postavljen na kraju de l'Alma v Parizu nad vhodom v predor, v katerem je pozneje prišlo do usodne nesreče. Zaradi tega je postal Dianin neuradni spomenik. V veleblagovnici Harrods v Londonu, ki je bila v lasti očeta Dodija Fayeda med letoma 1985 in 2010, sta dva spomenika, posvečena Diani in Dodiju. Prvi je v obliki piramide in vsebuje princesine in Dodijeve fotografije, stekleni kozarec za vino, iz katerega bi naj pila med zadnjo večerjo, in prstan, ki ga je Dodi kupil dan pred nesrečo. Drugi kip z imenom Nedolžni žrtvi (Innocent Victims) je bil postavljen leta 2005. Gre za bronasti kip, ki prikazuje Dodija in Diano, ki plešeta pod krili albatrosa. Januarja 2018 je bilo sporočeno, da bo kip vrnjen družini Fayed.
Rosa Diana, Princess of Wales, je bela mešana vrsta vrtnice, ki je bila poimenovana v Dianino čast. S tem so se ji poklonili za več kot desetletno sodelovanje z dobrodelno organizacijo Britanska fundacija za pljuča. Vzgojili so jo v Združenem kraljestvu iz vrste Harkness leta 1997. Spada med floribunde, ki so znane tudi pod imenom Hardinkum. Ima dvojne cvetove in blag do močan vonj. Šlo naj bi za eno od Dianinih najljubših rož. Po njeni smrti so bili prihodki od prodaje teh vrtnic v letih 1998 in 1999 donirani v Britansko fundacijo za pljuča. Leta 2002 je Kraljevsko vrtnarsko društvo vzgojiteljem podelilo nagrado Award of Garden Merit. Roža je bila leta 1998 prvič predstavljena v ZDA na britanskem veleposlaništvu. Klasično hibridno rožo je vzgojil Keith W. Zary iz ameriškega podjetja Jackson & Perkins. Tam je postala znana tudi pod imenoma Elegant Lady in Jacshaq. Ta vrsta ima klasično obliko cvetov in blag sladek vonj. 15% maloprodajne cene za nakup vsake vrtnice so donirali v Spominski sklad Diane, valižanske princese. V Združenem kraljestvu je niso prodajali, da bi preprečili tekmovanje v vzgajanju te vrste.
Leta 1998 je azerbajdžanska družba Azermarka izdala serijo poštnih znamk v spomin na Diano. Na spominskem listu so v angleščini zapisali: »DIANA, VALIŽANSKA PRINCESA. Princesa, ki je osvojila ljudska srca (1961-1997).« Istega leta so tudi druge države izdale priložnostne znamke v Dianin spomin, med drugim Velika Britanija, Somalija in Kongo. Družba HayPost je tega leta izdala poštni žig, ki spominja na Diano v Armeniji.
Novembra 2002 je grof Spencer v zgradbi Northampton Guildhall odkril bronasto ploščo, vredno 4000 funtov, v sestrin spomin. Februarja 2013 je Univerza OCAD v Torontu oznanila, da bo nov 25000 kvadratnih čevljev velik center umetnosti poimenovala Center vizualne umetnosti valižanske princese. V Trentonu v New Jerseyju so po njej poimenovali cesto. Po Diani sta dobili imeni tudi njena vnukinja Charlotte Elizabeth Diana (rojena leta 2015) in nečakinja Charlotte Diana (rojena leta 2012).
Januarja 2017 sta Dianina sinova naročila kip svoje matere za kensingtonsko palačo, da bi obeležila 20. obletnico njene smrti. V uradni izjavi, ki jo je izdala kensingtonska palača, sta William in Harry zapisala: »Najina mama se je dotaknila toliko življenj. Upava, da bo kip pomagal vsem, ki obiščejo kensingtonsko palačo, da razmislijo o njenem življenju in njeni zapuščini.« Denar se zbira z javnimi donacijami, nad delom pa bdi majhna komisija, sestavljena iz Dianinih tesnih prijateljev in svetovalcev, med njimi je tudi njena sestra Lady Sarah McCorquodale. Decembra 2017 je bilo objavljeno, da je bil za dokončno izvedbo pooblaščen Ian Rank Broadley. Zaključek projekta je predviden za leto 2019.

### V sodobni umetnosti
Pred in po smrti so Diano pogosto upodabljali v sodobni umetnosti. Prvi biografski film o Diani in Karlu je bil Charles and Diana: A Royal Love Story, ki mu je sledil The Royal Romance of Charles and Diana. Na ameriških televizijskh postajah so ju prvič predvajali 17. in 20. septembra 1981. Decembra 1992 je program ABC predvajal Charles and Diana: Unhappily Ever After, televizijski film o zakonskih neskladjih med princem in princeso. V devetdesetih letih je britanska revija Private Eye objavila njuno zgodbo, kjer pa se je Diana pojavila kot Cheryl, Karel pa kot Brian. Nekaj umetniških del po njeni smrti je prikazalo razne teorije zarote, hkrati pa so prikazovali tudi njeno sočutje do različnih žrtev in njeno dobrodelno delo.
Julija 1999 je umetnica Tracey Emin ustvarila številne monoprint risbe z besedili o Dianinem javnem in zasebnem življenju za tematsko razstavo Temple of Diana v Modri galeriji v Londonu. Delo They Wanted You To Be Destroyed se je nanašalo na Dianino bulimijo, medtem ko so druge risbe prikazovale pozitivne plati, na primer Love Was on Your Side in Diana's Dress with puffy sleeves. Druga dela so hvalila njeno nesebičnost: The things you did to help other people je prikazovalo Diano v zaščitnih oblačilih med hojo po minskem polju v Angoli. Nekatera dela so prikazala tudi teorije zarote. Eminova je o risbah povedala, da so zelo sentimentalne.
Leta 2005 je Martin Sastre na Beneškem bienalu premierno predstavil kratki film Diana: The Rose Conspiracy. Gre za izmišljeno zgodbo, kjer javnost odkrije, da je Diana živa in uživa srečno tajno novo življenje v nevarni soseski na obrobju Montevidea. Film je bil posnet v predmestju urugvajskega glavnega mesta. Film je Italijansko združenje umetnostnih kritikov razglasilo za eno najboljših del bienala.
Leta 2007 so teorije zarote navdihnile Stello Vine, da je ustvarila serijo Dianinih slik za svojo prvo večjo samostojno razstavo v Galeriji moderne umetnosti v Oxfordu. Z njo je želela prikazati preplet Dianine moči in ranljivosti ter njeno povezanost s sinovoma. Slike je povezovalo geslo "I vow to thee my country". Vineova je povedala, da jo je zelo privlačila lepota in tragedija Dianinega življenja.
Istega leta je izšla tudi dokumentarna drama Diana: Last Days of a Princess, ki opisuje zadnja dva meseca njenega življenja. Diano je odigrala irska igralka Genevieve O'Reilly. V oktobrski epizodi satirične serije The Chaser's War on Everything je Andrew Hansen zasmehoval Diano v svoji pesmi Eulogy Song, kar je v avstralskih medijih sprožilo val ogorčenja.
Leta 2017 sta princa William in Harry naročila snemanje dveh dokumentarnih filmov ob 20. obletnici materine smrti. Prvi, Diana, Our Mother: Her Life and Legacy, je bil na kanalih ITV in HBO premierno prikazan 24. julija 2017. Ta film prikazuje Dianino zapuščino in njena humanitarna prizadevanja na področju AIDS-a, min, brezdomstva in raka. Drugi, Diana, 7 Days, je bil 27. avgusta istega leta predvajan na programu BBC in se je osredotočil na Dianino smrt in žalovanje.
Igralke, ki so upodobile Diano v filmih, so Serena Scott Thomas (Diana: Her True Story), Julie Cox (Princess in Love), Amy Seccombe (Diana: A Tribute to the People's Princess), Genevieve O'Reilly (Diana: Last Days of a Princess), Nathalie Brocker (The Murder of Princess Diana) in Naomi Watts (Diana).

## Naslovi in časti

### Naslovi
- 1. julij 1961 - 9. junij 1975: Častita Diana Frances Spencer
- 9. junij 1975 - 29. julij 1981: Lady Diana Frances Spencer
- 29. julij 1981 - 28. avgust 1996: Njena kraljeva visokost valižanska princesa
- na Škotskem: 29. julij 1981 - 28. avgust 1996: Njena kraljeva visokost vojvodinja Rothesayska
- 28. avgusta 1996 - 31. avgusta 1997: Diana, valižanska princesa

Posthumno in tudi že prej v življenju je bilo najbolj popularno poimenovanje ''Princesa Diana'', čeprav naslov formalno ni pravilen in ga nikoli ni uporabljala. V medijih jo še vedno omenjajo kot ''Lady Diana Spencer'' ali preprosto ''Lady Di''. V govoru po njeni smrti jo je tedanji premier Tony Blair imenoval ''princesa ljudskih src''.

### Časti

#### Redovi
- 1981: Red kraljeve družine kraljice Elizabete II.

#### Tuja odlikovanja
- 1982: Egiptovski red za zasluge (Red al-Kamal)[128]
- 18. november 1982: Veliki križ nizozemskega Reda krone, ki ga je podelila kraljica Beatrika Nizozemska[128]

#### Priznanja
- 1988: Kraljeva akademija kirurgov Anglije, častno priznanje zobne kirurgije[337]

#### Drugo
- 1981: častna prebivalka mesta Cardiff[338]
- 1987: častna prebivalka mesta London[164]
- 1989: častna prebivalka mesta Northampton Borough[311]
- 1992: častna prebivalka mesta Portsmouth[339]

### Častni vojaški nazivi
Kot valižanska princesa je Diana nosila naslednje vojaške nazive:
 Avstralija
- : Poveljnica kraljevega avstralskega raziskovalnega korpusa[340]

 Kanada
- : Poveljnica regimenta valižanske princese[134]
- : Poveljnica regimenta West Nova Scotia

 Združeno kraljestvo
- : Polkovnica kraljevega regimenta valižanske princese[232]
- : Polkovnica regimenta Light Dragoons[232]
- : Polkovnica regimenta Royal Hampshire[134]
- : Polkovnica 13./18. regimenta Royal Hussars (Queen Mary's Own)[134]
- : Častna komodorka, RAF Wittering[341]

Po ločitvi se je tem nazivom odrekla.

### Grb
V času zakona z valižanskim princem Karlom je Diana uporabljala kombinacijo moževega grba in grba očeta, grofa Spencerja. Po ločitvi je uporabljala le očetove simbole z dodatkom kraljeve krone. Družina Spencer je sicer pravico do prvega grba dobila leta 1504, vendar se je ta precej razlikoval od tistega, ki ga je družina uporabljala po letu 1595. Izpeljanke iz grba Spencerjevih sta uporabljali tudi Dianini sestri.
Napis v grbu Dieu Defend Le Droit v prevodu pomeni Bog brani pravico.

## Potomstvo
| Ime                              | Rojstvo            | Poroka         | Poroka              | Potomci                                                                   |
| Ime                              | Rojstvo            | Datum          | Žena                | Potomci                                                                   |
| -------------------------------- | ------------------ | -------------- | ------------------- | ------------------------------------------------------------------------- |
| Princ William, vojvoda Cambriški | 21. junij 1982     | 29. april 2011 | Catherine Middleton | Princ George Cambriški Princesa Charlotte Cambriška Princ Louis Cambriški |
| Princ Harry, vojvoda Susseški    | 15. september 1984 | 19. maj 2018   | Meghan Markle       | Archie Mountbatten-Windsor                                                |

## Predniki
Diana se je rodila v veliki britanski družini Spencer, ki ji pripadajo vojvode Marlborougha, grojea Spencerji, grofje Sunderlandski in baroni Churchilli. V preteklosti je veljalo, da so Spencerji potomci močne srednjeveške plemiške družine Despenser, vendar je ta povezava vprašljiva. Dianina prababica je bila Margaret Baring, članica nemško-britanske družine bankirjev Baring in hči Edwarda Baringa, ki je bil prvi baron Revelstoke. Dianina daljna prednika sta bila tudi John Churchill, prvi vojvoda Marlborougha in knez Mindelheimski (v Svetem rimskem cesarstvu) ter njegova žena Sarah, vojvodinja Marlborougha. Diana in Karel sta bila zelo daljna sorodnika, saj sta oba bila potomca Tudorjev preko Henrika VII. Angleškega. Diana je bila tudi potomka Stuartov, in sicer potomka Karla II. Angleškega preko njegovih nezakonskih sinov Charlesa Lennoxa, vojvode Richmondskega in Henryja FitzRoya, vojvode Graftonskega. Njen prednik je bil tudi Karlov brat Jakob II. Angleški preko nezakonske hčere Henriette FitzJames. Drugi Dianini znameniti plemiški predniki so bili Margaret Kerdeston, ki je vnukinja Michaela de la Polea, 2. grofa Suffolškega; Robert Devereux, 2. grof Esseški in najljubši plemič kraljice Elizabete I. Angleške; in Edward Seymour, 1. vojvoda Somersetski, potomec kralja Edvarda III. Angleškega preko njegovega sina Lionela, vojvode Clarenškega. Škotske korenine je Diana imela po babici po materini strani, baronici Fermoy. Med njenimi škotskimi predniki so bili Alexander Gordon, 4. vojvoda Gordonski, z ženo Jane in Archibald Cambell, 9. grof Argyllski.

Diana je imela ameriške korenine po prababici Frances Ellen Work, hčerki bogatega ameriškega borznega posrednika Franklina H. Worka iz Ohia, ki se je poročila z Jamesom Rochejem, 3. baronom Fermoyjem iz Irske. Njena prednica po materini strani je bila tudi Eliza Kewark, ki je rodila hčer Theodora Forbesa in je v več dokumentih opisana kot ''temna naravna ženska'', ''armenska žena iz Bombaja'' in ''gospa Fobesova''. Genolog William Addams Reitwiesner je domneval, da je bila Armenka. Junija 2013 so z BritainsDNA sporočili, da so opravili DNK testiranja dveh Dianinih oddaljenih bratrancev iz te linije in potrdili, da je bila Eliza Kewark indijskega rodu.
|  |                                                |  |  |  |  |  |  |  |  |  |  |  |  |  |  |  |
|  | 16. Frederick Spencer, četrti grof Spencer     |  |  |  |  |  |  |  |  |  |  |  |  |  |  |  |
|  |                                                |  |  |  |  |  |  |  |  |  |  |  |  |  |  |  |
|  |                                                |  |  |  |  |  |  |  |  |  |  |  |  |  |  |  |
|  | 8. Charles Spencer, 6. grof Spencer            |  |  |  |  |  |  |  |  |  |  |  |  |  |  |  |
|  |                                                |  |  |  |  |  |  |  |  |  |  |  |  |  |  |  |
|  |                                                |  |  |  |  |  |  |  |  |  |  |  |  |  |  |  |
|  | 17. Adelaide Seymour                           |  |  |  |  |  |  |  |  |  |  |  |  |  |  |  |
|  |                                                |  |  |  |  |  |  |  |  |  |  |  |  |  |  |  |
|  |                                                |  |  |  |  |  |  |  |  |  |  |  |  |  |  |  |
|  | 4. Albert Spencer, sedmi grof Spencer          |  |  |  |  |  |  |  |  |  |  |  |  |  |  |  |
|  |                                                |  |  |  |  |  |  |  |  |  |  |  |  |  |  |  |
|  |                                                |  |  |  |  |  |  |  |  |  |  |  |  |  |  |  |
|  | 18. Edward Baring, prvi baron Revelstoke       |  |  |  |  |  |  |  |  |  |  |  |  |  |  |  |
|  |                                                |  |  |  |  |  |  |  |  |  |  |  |  |  |  |  |
|  |                                                |  |  |  |  |  |  |  |  |  |  |  |  |  |  |  |
|  | 9. Častita Margaret Baring                     |  |  |  |  |  |  |  |  |  |  |  |  |  |  |  |
|  |                                                |  |  |  |  |  |  |  |  |  |  |  |  |  |  |  |
|  |                                                |  |  |  |  |  |  |  |  |  |  |  |  |  |  |  |
|  | 19. Louisa Bulteel                             |  |  |  |  |  |  |  |  |  |  |  |  |  |  |  |
|  |                                                |  |  |  |  |  |  |  |  |  |  |  |  |  |  |  |
|  |                                                |  |  |  |  |  |  |  |  |  |  |  |  |  |  |  |
|  | 2. John Spencer, osmi grof Spencer             |  |  |  |  |  |  |  |  |  |  |  |  |  |  |  |
|  |                                                |  |  |  |  |  |  |  |  |  |  |  |  |  |  |  |
|  |                                                |  |  |  |  |  |  |  |  |  |  |  |  |  |  |  |
|  | 20. James Hamilton, drugi vojvoda Abercornski  |  |  |  |  |  |  |  |  |  |  |  |  |  |  |  |
|  |                                                |  |  |  |  |  |  |  |  |  |  |  |  |  |  |  |
|  |                                                |  |  |  |  |  |  |  |  |  |  |  |  |  |  |  |
|  | 10. James Hamilton, tretji vojvoda Abercornski |  |  |  |  |  |  |  |  |  |  |  |  |  |  |  |
|  |                                                |  |  |  |  |  |  |  |  |  |  |  |  |  |  |  |
|  |                                                |  |  |  |  |  |  |  |  |  |  |  |  |  |  |  |
|  | 21. Lady Mary Curzon-Howe                      |  |  |  |  |  |  |  |  |  |  |  |  |  |  |  |
|  |                                                |  |  |  |  |  |  |  |  |  |  |  |  |  |  |  |
|  |                                                |  |  |  |  |  |  |  |  |  |  |  |  |  |  |  |
|  | 5. Lady Cynthia Hamilton                       |  |  |  |  |  |  |  |  |  |  |  |  |  |  |  |
|  |                                                |  |  |  |  |  |  |  |  |  |  |  |  |  |  |  |
|  |                                                |  |  |  |  |  |  |  |  |  |  |  |  |  |  |  |
|  | 22. George Bingham, četrti grof Lucanski       |  |  |  |  |  |  |  |  |  |  |  |  |  |  |  |
|  |                                                |  |  |  |  |  |  |  |  |  |  |  |  |  |  |  |
|  |                                                |  |  |  |  |  |  |  |  |  |  |  |  |  |  |  |
|  | 11. Lady Rosalind Bingham                      |  |  |  |  |  |  |  |  |  |  |  |  |  |  |  |
|  |                                                |  |  |  |  |  |  |  |  |  |  |  |  |  |  |  |
|  |                                                |  |  |  |  |  |  |  |  |  |  |  |  |  |  |  |
|  | 23. Lady Cecilia Gordon-Lennox                 |  |  |  |  |  |  |  |  |  |  |  |  |  |  |  |
|  |                                                |  |  |  |  |  |  |  |  |  |  |  |  |  |  |  |
|  |                                                |  |  |  |  |  |  |  |  |  |  |  |  |  |  |  |
|  | 1. Diana, valižanska princesa                  |  |  |  |  |  |  |  |  |  |  |  |  |  |  |  |
|  |                                                |  |  |  |  |  |  |  |  |  |  |  |  |  |  |  |
|  |                                                |  |  |  |  |  |  |  |  |  |  |  |  |  |  |  |
|  | 24. Edmond Roche, prvi baron Fermoy            |  |  |  |  |  |  |  |  |  |  |  |  |  |  |  |
|  |                                                |  |  |  |  |  |  |  |  |  |  |  |  |  |  |  |
|  |                                                |  |  |  |  |  |  |  |  |  |  |  |  |  |  |  |
|  | 12. James Roche, tretji baron Fermoy           |  |  |  |  |  |  |  |  |  |  |  |  |  |  |  |
|  |                                                |  |  |  |  |  |  |  |  |  |  |  |  |  |  |  |
|  |                                                |  |  |  |  |  |  |  |  |  |  |  |  |  |  |  |
|  | 25. Eliza Caroline Boothby                     |  |  |  |  |  |  |  |  |  |  |  |  |  |  |  |
|  |                                                |  |  |  |  |  |  |  |  |  |  |  |  |  |  |  |
|  |                                                |  |  |  |  |  |  |  |  |  |  |  |  |  |  |  |
|  | 6. Maurice Roche, četrti baron Fermoy          |  |  |  |  |  |  |  |  |  |  |  |  |  |  |  |
|  |                                                |  |  |  |  |  |  |  |  |  |  |  |  |  |  |  |
|  |                                                |  |  |  |  |  |  |  |  |  |  |  |  |  |  |  |
|  | 26. Franklin H. Work                           |  |  |  |  |  |  |  |  |  |  |  |  |  |  |  |
|  |                                                |  |  |  |  |  |  |  |  |  |  |  |  |  |  |  |
|  |                                                |  |  |  |  |  |  |  |  |  |  |  |  |  |  |  |
|  | 13. Frances Ellen Work                         |  |  |  |  |  |  |  |  |  |  |  |  |  |  |  |
|  |                                                |  |  |  |  |  |  |  |  |  |  |  |  |  |  |  |
|  |                                                |  |  |  |  |  |  |  |  |  |  |  |  |  |  |  |
|  | 27. Ellen Wood                                 |  |  |  |  |  |  |  |  |  |  |  |  |  |  |  |
|  |                                                |  |  |  |  |  |  |  |  |  |  |  |  |  |  |  |
|  |                                                |  |  |  |  |  |  |  |  |  |  |  |  |  |  |  |
|  | 3. Frances Shand Kydd                          |  |  |  |  |  |  |  |  |  |  |  |  |  |  |  |
|  |                                                |  |  |  |  |  |  |  |  |  |  |  |  |  |  |  |
|  |                                                |  |  |  |  |  |  |  |  |  |  |  |  |  |  |  |
|  | 28. Alexander Ogston Gill                      |  |  |  |  |  |  |  |  |  |  |  |  |  |  |  |
|  |                                                |  |  |  |  |  |  |  |  |  |  |  |  |  |  |  |
|  |                                                |  |  |  |  |  |  |  |  |  |  |  |  |  |  |  |
|  | 14. William Smith Gill                         |  |  |  |  |  |  |  |  |  |  |  |  |  |  |  |
|  |                                                |  |  |  |  |  |  |  |  |  |  |  |  |  |  |  |
|  |                                                |  |  |  |  |  |  |  |  |  |  |  |  |  |  |  |
|  | 29. Barbara Smith Marr                         |  |  |  |  |  |  |  |  |  |  |  |  |  |  |  |
|  |                                                |  |  |  |  |  |  |  |  |  |  |  |  |  |  |  |
|  |                                                |  |  |  |  |  |  |  |  |  |  |  |  |  |  |  |
|  | 7. Ruth Gill                                   |  |  |  |  |  |  |  |  |  |  |  |  |  |  |  |
|  |                                                |  |  |  |  |  |  |  |  |  |  |  |  |  |  |  |
|  |                                                |  |  |  |  |  |  |  |  |  |  |  |  |  |  |  |
|  | 30. David Littlejohn                           |  |  |  |  |  |  |  |  |  |  |  |  |  |  |  |
|  |                                                |  |  |  |  |  |  |  |  |  |  |  |  |  |  |  |
|  |                                                |  |  |  |  |  |  |  |  |  |  |  |  |  |  |  |
|  | 15. Ruth Littlejohn                            |  |  |  |  |  |  |  |  |  |  |  |  |  |  |  |
|  |                                                |  |  |  |  |  |  |  |  |  |  |  |  |  |  |  |
|  |                                                |  |  |  |  |  |  |  |  |  |  |  |  |  |  |  |
|  | 31. Jane Crombie                               |  |  |  |  |  |  |  |  |  |  |  |  |  |  |  |
|  |                                                |  |  |  |  |  |  |  |  |  |  |  |  |  |  |  |
|  |                                                |  |  |  |  |  |  |  |  |  |  |  |  |  |  |  |